# Razès, Haute-Vienne
Razès este o comună în departamentul Haute-Vienne din centrul Franței. În 2009 avea o populație de 1.107 de locuitori.

## Evoluția populației
| An        | 1975 | 1982 | 1990 | 1999 | 2006  | 2009  |
| --------- | ---- | ---- | ---- | ---- | ----- | ----- |
| Populație | 918  | 874  | 919  | 997  | 1.077 | 1.107 |